# Auguste Müller
Auguste Müller (* 22. August 1847 in Seiffen; † 14. Januar 1930 ebenda) war eine volkstümliche Schnitzerin aus dem Erzgebirge. Ihr aus Holzabfällen gefertigtes Schnitzwerk gehört heute zu dem Wertvollsten der erzgebirgischen Volkskunst.

## Leben
Auguste Müller wuchs in armen Verhältnissen auf. Ihr Vater, ein Bergmann im Erzgebirge, hatte Probleme, die Familie zu ernähren. Ihr Leben gestaltete sich entbehrungsreich. Es war zu jeder Zeit vom Ringen um das täglich Brot bestimmt. Nach dem Tod ihrer Eltern sicherte sie sich ihren Unterhalt durch Heimarbeit. Einzig durch ihre Religiosität gehalten, entstanden aus Holzabfällen erste Schnitzwerke. Müller blieb unverheiratet und kinderlos. Erst im hohen Alter erfuhr sie erste Wertschätzung für ihre Arbeit. 1930 verstarb sie völlig verarmt. Nach dem Zweiten Weltkrieg wurde man vermehrt auf ihre Werke aufmerksam. Heute gelten die Schnitzarbeiten als eine der wertvollsten Überlieferungen der erzgebirgischen Volkskunst.

## Arbeiten
Auguste Müller schnitzte hauptsächlich menschliche Figuren. Aus ihnen spricht der volkstümliche Humor einer einfachen Frau. Ihre Gruppenszenen werden oft als dramatisch bezeichnet. Die Schnitzereien ergänzte sie mit kleinen Texten auf den Bodenbrettchen der Figuren. In ganz eigenen Sprachbildern berichtet Auguste Müller von den oftmals tragischen Zuständen der Menschen und wird somit zur kritischen Chronistin ihrer Zeit. Oftmals sind die Zetteltexte belehrend, beurteilend und mahnend. Dabei vermischt sie Elemente der Hochsprache mit mundartlichen Segmenten. Viele der dargestellten Szenen zeugen von gelebter Sensibilität und tiefer Frömmigkeit.